# La Veuve Montiel
Pour plus de détails, voir Fiche technique et Distribution.
La Veuve Montiel (La viuda de Montiel) est un film mexicain réalisé par Miguel Littín, sorti en 1979.

## Synopsis
Lors d'un voyage en train, une femme se remémore les événements qui ont mené à la mort de son fils.

## Fiche technique
- Titre : La Veuve Montiel
- Titre original : La viuda de Montiel
- Réalisation : Miguel Littín
- Scénario : José Agustín et Miguel Littín d'après la nouvelle de Gabriel García Márquez
- Musique : Leo Brouwer
- Photographie : Patricio Castilla
- Montage : Nelson Rodríguez
- Production : Hernán Littin
- Société de production : Cooperativa Río Mixcoac, Instituto Cubano del Arte e Industrias Cinematográficos, Macondo Films, Macuto Films, Marusia Films et Universidad Veracruzana
- Pays :  Mexique,  Colombie,  Venezuela et  Cuba
- Genre : Drame
- Durée : 105 minutes
- Dates de sortie : 
  -  Mexique : 1er décembre 1979

## Distribution
- Geraldine Chaplin : Adelaida
- Nelson Villagra : Montiel
- Katy Jurado : Mama Grande
- Eduardo Gil
- Pilar Romero : Hilaria
- Ernesto Gómez Cruz : Carmichael
- Reynaldo Miravalles
- Alejandro Parodi : Alacaide
- Ignacio Retes
- Jorge Fegán
- Emilia Rojas

## Distinctions
Le film a été présenté en sélection officielle en compétition lors de Berlinale 1980.